# Prêmio Contigo! de TV de 2015
Prêmio Contigo! de TV de 2015

8 de junho de 2015
Novela:
Império
Série:
Felizes para Sempre?
Série TV Paga:
Sessão de Terapia
Atriz – Novela: 
Lília Cabral
Ator – Novela: 
Alexandre Nero
Atriz – Série:
Paolla Oliveira
Ator – Série:
Bruno Gagliasso
Prêmio Contigo! de TV 

← 2014 ·  2017 →
O Prêmio Contigo! de TV de 2015 foi a 17ª edição que premiou os melhores do ano de 2014 e 2015. O evento que aconteceu em 8 de junho de 2015 no hotel Copacabana Palace, no Rio de Janeiro, foi apresentado por Fernanda Montenegro e Mateus Solano. A atriz Gloria Pires foi a homenageada da noite.
A grande vencedora da noite foi a novela Império, com 6 prêmios, incluindo Melhor Novela, Autor, Atriz e Ator.

## Resumo
| Programa             | Indicações | Prêmios |
| -------------------- | ---------- | ------- |
| Império              | 16         | 6       |
| Alto Astral          | 9          | 1       |
| O Rebu               | 9          | 1       |
| Malhação Sonhos      | 8          | 0       |
| Vitória              | 8          | 0       |
| Felizes para Sempre? | 7          | 2       |
| Geração Brasil       | 6          | 1       |
| Boogie Oogie         | 4          | 1       |
| Conselho Tutelar     | 3          | 0       |
| Dupla Identidade     | 3          | 1       |
| Segunda Dama         | 2          | 0       |
| Sexo e as Negas      | 2          | 0       |

## Vencedores e indicados
| Melhor Novela | Melhor Autor(a) de Novela |
| --- | --- |

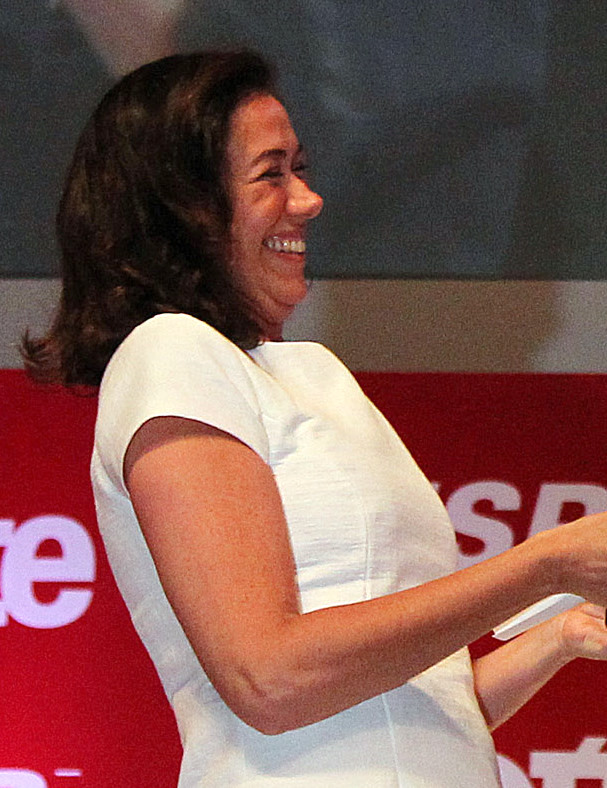
Lília Cabral, Atriz de Novela

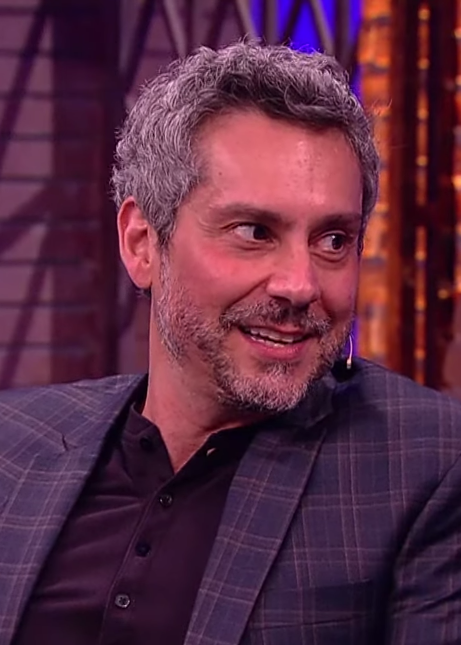
Alexandre Nero, Ator de Novela

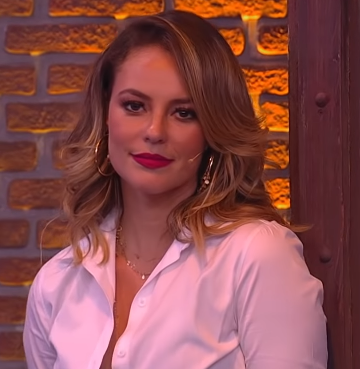
Paolla Oliveira, Atriz de Série

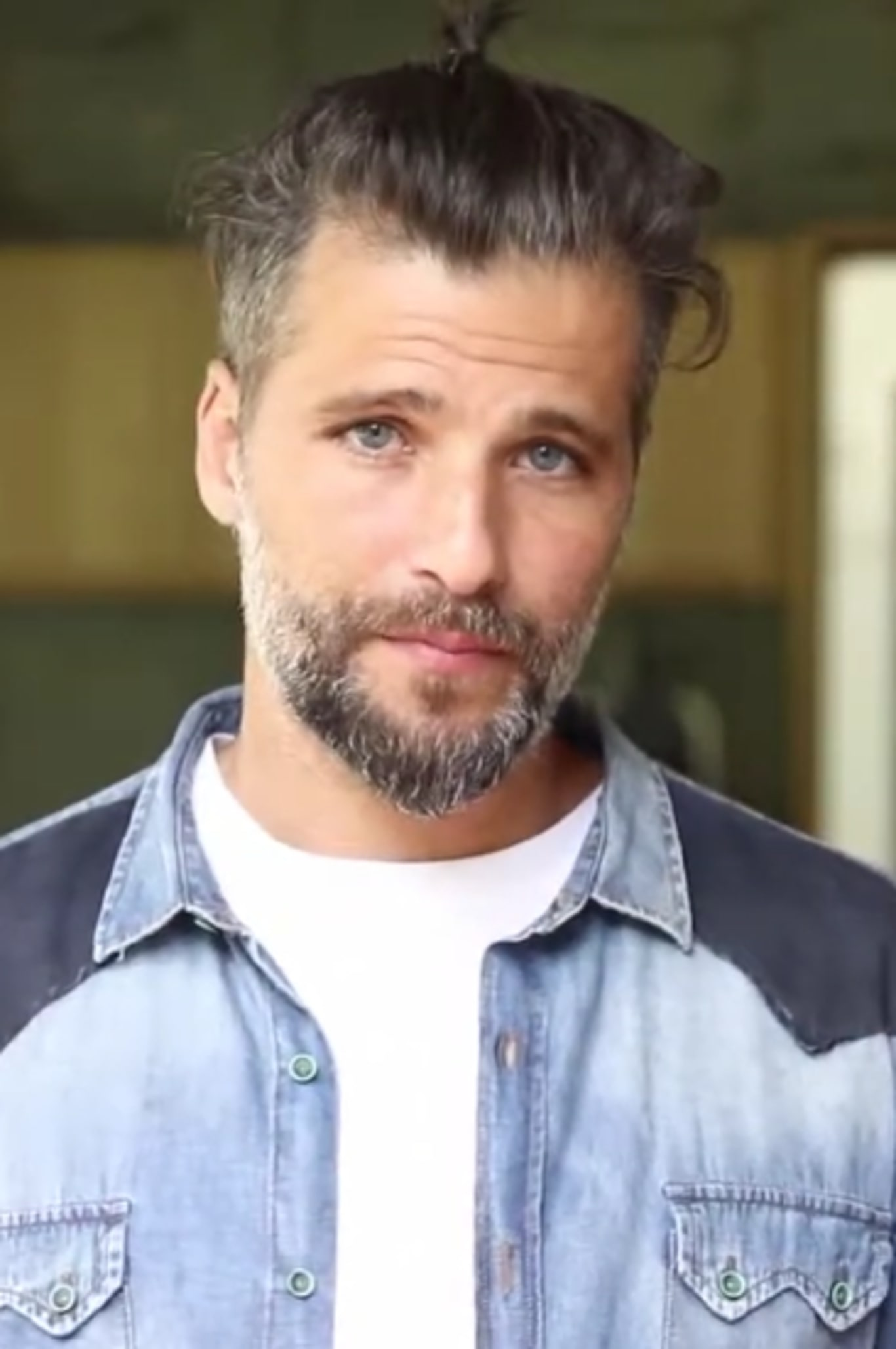
Bruno Gagliasso, Ator de Série

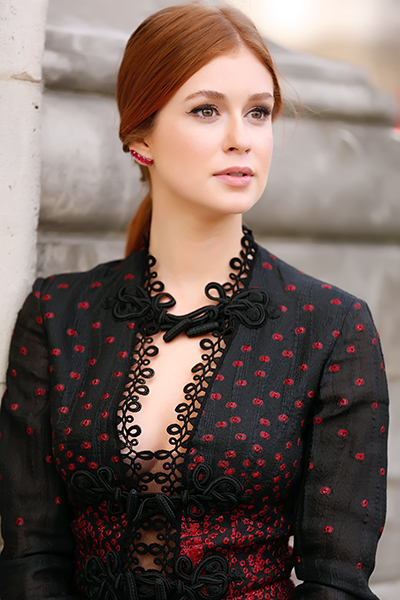
Marina Ruy Barbosa, Atriz Coadjuvante

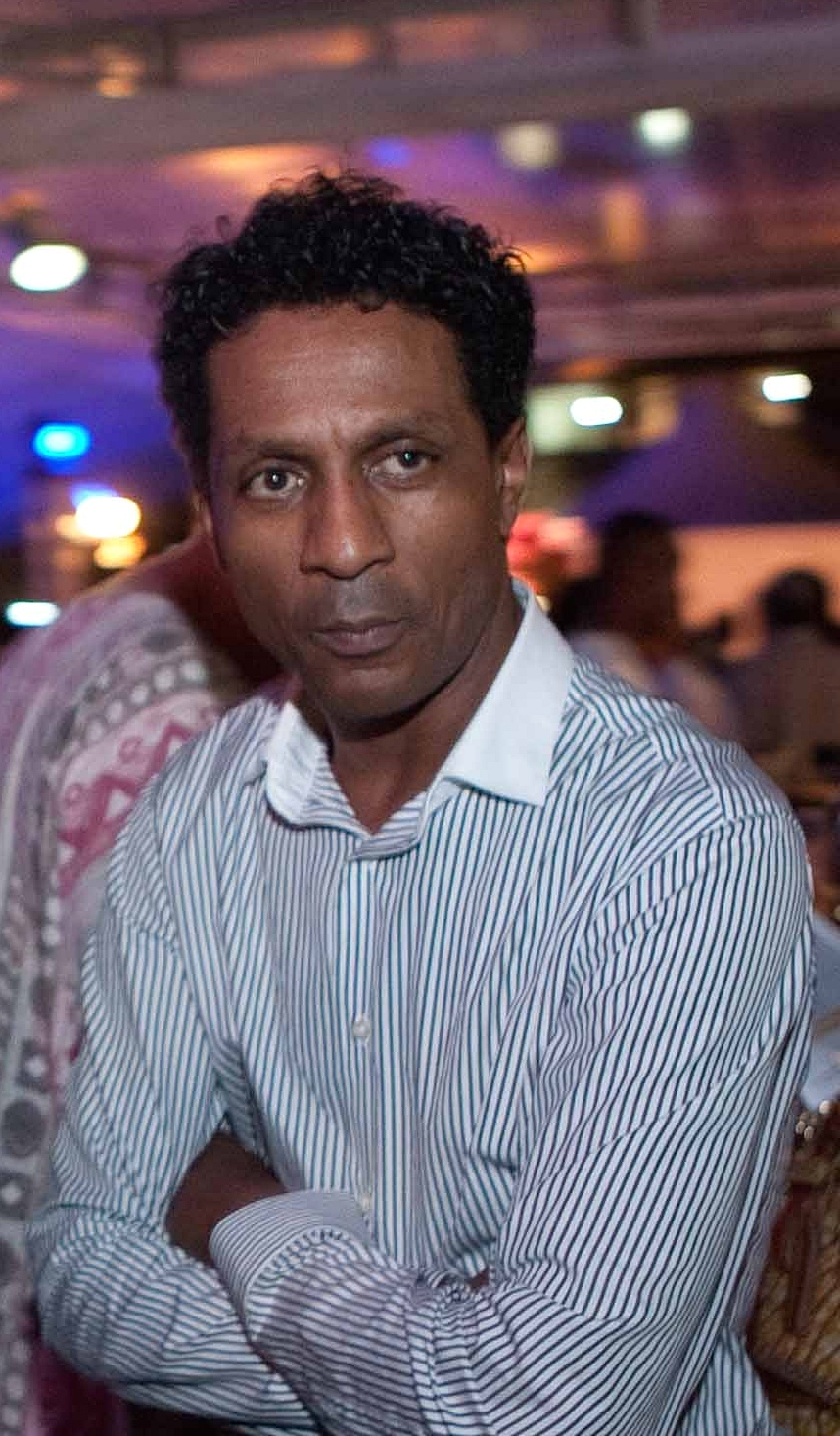
Luís Miranda, Ator Coadjuvante

| - Império - (TV Globo) - Alto Astral - (TV Globo) - Boogie Oogie - (TV Globo) - Malhação Sonhos - (TV Globo) - O Rebu - (TV Globo) - Vitória - (Rede Record) | - Aguinaldo Silva - (Império) - Cristianne Fridman - (Vitória) - Daniel Ortiz - (Alto Astral) - Filipe Miguez e Izabel de Oliveira - (Geração Brasil) - George Moura e Sérgio Gardemberg - (O Rebu) - Paulo Halm e Rosane Svartman - (Malhação Sonhos)                                                 |
| Melhor Série ou Minissérie | Melhor Série ou Minissérie em Canais Fechados |
| - Felizes para Sempre? - (TV Globo) - Conselho Tutelar - (Rede Record) - Dupla Identidade - (TV Globo) - Plano Alto - (Rede Record) - Segunda Dama - (TV Globo) - Sexo e as Negas - (TV Globo)                                                                     | - Sessão de Terapia - (GNT) - Três Teresas - (GNT) - Amor Veríssimo - (GNT) - As Canalhas - (GNT) - Na Mira do Crime - (Rede Record/FOX) - Vai Que Cola - (Multishow) |
| Melhor Atriz de Novela | Melhor Ator de Novela |
| - Lília Cabral - (Império) - Bianca Bin - (Boogie Oogie) - Cláudia Abreu - (Geração Brasil) - Claudia Raia - (Alto Astral) - Leandra Leal - (Império) - Patricia Pillar - (O Rebu)                                                                                 | - Alexandre Nero - (Império) - Arthur Aguiar - (Malhação Sonhos) - Bruno Ferrari - (Vitória) - Daniel de Oliveira - (O Rebu) - Lázaro Ramos - (Geração Brasil) - Tony Ramos - (O Rebu) |
| Melhor Atriz de Série ou Minissérie | Melhor Ator de Série ou Minissérie |
| - Paolla Oliveira - (Felizes para Sempre?) - Adriana Esteves - (Felizes para Sempre?) - Cássia Kis Magro - (Felizes para Sempre?) - Cássia Linhares - (Conselho Tutelar) - Débora Falabella - (Dupla Identidade) - Maria Fernanda Cândido - (Felizes para Sempre?) | - Bruno Gagliasso - (Dupla Identidade) - Cosme dos Santos - (Sexo e as Negas) - Dan Stulbach - (Segunda Dama) - Enrique Diaz - (Felizes para Sempre?) - João Miguel - (Felizes para Sempre?) - Petrônio Gontijo - (Conselho Tutelar)                                                                   |
| Melhor Atriz Coadjuvante | Melhor Ator Coadjuvante |
| - Marina Ruy Barbosa - (Império) - Adriana Birolli - (Império) - Andreia Horta - (Império) - Camila Morgado - (O Rebu) - Emanuelle Araújo - (Malhação Sonhos) - Giovanna Lancellotti - (Alto Astral)                                                               | - Luís Miranda - (Geração Brasil) - Aílton Graça - (Império) - Carmo Dalla Vecchia - (Império) - Guilherme Leicam - (Alto Astral) - Paulo Betti - (Império) - Paulo Vilhena - (Império) |
| Melhor Atriz Infantil | Melhor Ator Infantil |
| - Giovanna Rispoli - (Boogie Oogie) - Bianca Vedovato - (Malhação Sonhos) - Kiria Malheiros - (Império) - Letícia Pedro - (Vitória) - Nathália Costa - (Alto Astral) - Victoria Diniz - (Vitória)                                                                  | - JP Rufino - (Alto Astral) - Adriano Alves - (Império) - Caio Manhente - (Boogie Oogie) - Cássio Ramos - (Vitória) - Diego Kropotoff - (Vitória) - Gabriel Palhares - (Geração Brasil) |
| Revelação da TV | Melhor Diretor(a) de Novela |
| - Viviane Araújo - (Império) - Bel Kowarik - (O Rebu) - Bianca Muller - (O Rebu) - Conrado Caputto - (Alto Astral) - Isabella Santoni - (Malhação Sonhos) - Rafael Vitti - (Malhação Sonhos)                                                                       | - José Luiz Villamarim - (O Rebu) - André Felipe Binder, Pedro Vasconcelos e Rogério Gomes - (Império) - Denise Saraceni, Maria de Médicis e Natalia Grimberg - (Geração Brasil) - Edgard Miranda - (Vitória) - Fred Mayrink e Jorge Fernando - (Alto Astral) - Luiz Henrique Rios - (Malhação Sonhos) |

## Ausentes
- Alexandre Nero